# Scott Pilgrim

Logo

Scott Pilgrim ist eine sechsteilige Graphic-Novel-Reihe von Bryan Lee O’Malley um den Faulenzer Scott Pilgrim und dessen Kampf gegen die sieben bösen Ex-Liebhaber seiner Traumfrau. Der Comic wurde mehrfach ausgezeichnet und 2010 als Kinofilm adaptiert.

## Handlung
Der 23-jährige Kanadier Scott Pilgrim lebt in Toronto und spielt Bass in der Band „Sex Bob-omb“ mit seinen Freunden Kim Pine und Stephen Stills. Anderthalb Jahre nach seiner letzten Trennung beginnt er eine Beziehung mit dem 17-jährigen Schulmädchen Knives Chau. Bevor sich jedoch daraus etwas ernsthaftes entwickelt, begegnet er der mysteriösen Amerikanerin Ramona Flowers in einem Traum. Diese ist vor kurzem aus New York nach Toronto gezogen und arbeitet als Kurier für Amazon. Dabei benutzt sie eine Subraum-Straße, die quer durch Scotts Träume geht.
Scott und Ramona verlieben sich in einander. Jedoch haben sich Ramonas Verflossene zur Liga der bösen Ex-Liebhaber zusammengeschlossen, die sich das Ziel gesetzt haben, Ramonas zukünftiges Liebesleben zu kontrollieren. Scott muss sieben Ex-Liebhaber besiegen, wenn er mit Ramona eine Beziehung führen will. Moralische Unterstützung erhält er von seiner Schwester Stacey und seinem schwulen Mitbewohner Wallace. Zuerst greift der mystische Matthew Patel bei einem Konzert an, dann der Action-Star Lucas Lee. Als dritter Gegner erscheint der Rocker Todd Ingram, der der Freund von Scotts Ex-Freundin ist. Für diesen Sieg erhält Scott ein 1-Up.
Unter Ramonas Ex-Liebhabern befindet sich auch die Halb-Ninja Roxie Richter. Während ihres Besuchs muss sich Scott auch noch mit Knives Vater auseinandersetzen. Ebenso ist seine alte Jugendfreundin Lisa Miller in der Stadt und macht ihm Avancen. Beim Kampf entdeckt Scott die Macht der Liebe und erhält ein Schwert, das plötzlich in seiner Brust erscheint. Die nächste Herausforderung sind die Zwillinge Kyle und Ken Katayanagi, die Roboter auf Scott hetzen und Kim entführen.
Bevor Scott den finalen Kampf antritt, verschwindet Ramona und Scott verfällt in eine Depression. Mit Kims Hilfe überwindet Scott diese und schließt mit seiner Vergangenheit Frieden. Er begibt sich zu Gideon Graves, dem letzten Ex-Freund, um Ramona zurückzugewinnen. Wie sich herausstellt, ist Ramona nicht zu Gideon zurückgekehrt, sondern selbst auf einer Reise, um sich über ihre Gedanken Klarheit zu verschaffen. Gideon tötet Scott, doch dieser erhält mit seinem 1-Up eine zweite Chance. Ramona sagt sich von Gideon los, der bis dahin ihre Gedankenwelt beherrschte. Gemeinsam besiegen sie Gideon und versuchen es nochmal miteinander.

## Entstehung

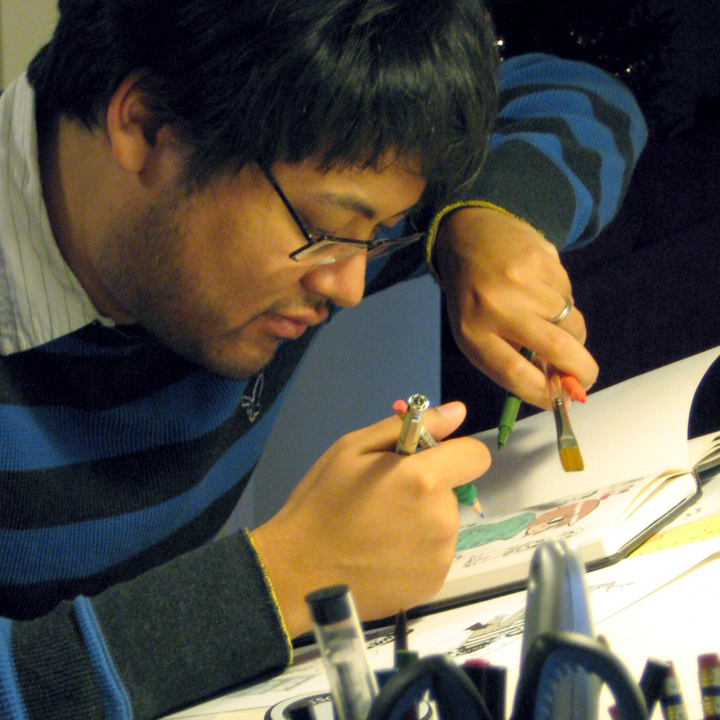
Bryan Lee O’Malley

Als O’Malley mit der Arbeit am ersten Band begann, war ein Schwarz-Weiß-Comic aus Kostengründen die einzige Option. So entschied er sich für eine Umsetzung des Shōnen-Stils, obwohl er damals abgesehen von Ranma ½ kaum einen weiteren Vertreter der Gattung gelesen hatte. Dabei ist Scott Pilgrim stark von Manga-Stilelementen beeinflusst, jedoch betrachtet O’Malley sein Werk selbst nicht als Manga. Die Inspiration zu dem Namen seines Helden bekam O’Malley von dem Lied Scott Pilgrim der kanadischen Band Plumtree.
Ursprünglich hatte O’Malley lediglich gehofft, 1000 Exemplare seines Comics zu verkaufen. Doch Scott Pilgrim wurde ein Überraschungshit, der sich millionenfach verkaufte und sogar als Kinofilm adaptiert wurde. Durch diesen Erfolg konnte O’Malley für die Arbeit am sechsten Band zwei Assistenten engagieren, um die künstlerische Qualität des letzten Buches zu erhöhen. So erhielten die Panels viel reichere Hintergrunddetails.
Da die Arbeit am letzten Band und die Dreharbeiten des Filmes etwa zur gleichen Zeit stattfanden, wollte O’Malley ein Finale schreiben, das mit dem des Filmes konkurriert. Er empfand das Ende als den schwierigsten Teil der gesamten Reihe.

## Veröffentlichung und Adaptionen
Die Serie erschien in Schwarz-Weiß von August 2004 bis Juli 2010 bei Oni Press. Die Comicreihe wurde in verschiedene Sprachen übersetzt. In deutscher Sprache erschien er vom März 2010 bis November 2011 bei Panini Comics. Ab 2012 legte Oni Press die Serie nochmals als Hardcover in Farbe auf. Die Umsetzung übernahm der renommierte Colorist Nathan Fairbairn.
| # | Titel                                 | Originaltitel                        |
| - | ------------------------------------- | ------------------------------------ |
| 1 | Scott Pilgrim: Das Leben rockt!       | Scott Pilgrim’s Precious Little Life |
| 2 | Scott Pilgrim gegen den Rest der Welt | Scott Pilgrim vs. The World          |
| 3 | Scott Pilgrim: Drama ohne Ende        | Scott Pilgrim & The Infinite Sadness |
| 4 | Scott Pilgrim hat’s voll drauf        | Scott Pilgrim Gets It Together       |
| 5 | Scott Pilgrim gegen das Universum     | Scott Pilgrim vs. The Universe       |
| 6 | Scott Pilgrim greift nach den Sternen | Scott Pilgrim’s Finest Hour          |

Während der Arbeit am sechsten Band entstanden eine Filmadaption mit Michael Cera in der Hauptrolle und ein Computerspiel. Der Film trägt den Namen Scott Pilgrim gegen den Rest der Welt. Das Videospiel hieß Scott Pilgrim vs. The World: The Game und erschien für die Xbox 360 und PlayStation 3. Im Juni 2025 wurde ein Nachfolger mit dem Namen Scott Pilgrim EX angekündigt und soll 2026 für PC & Konsolen erscheinen.
Am 17. November 2023 wurde auf Netflix die 8 Episoden umfassende Anime-Serie Scott Pilgrim hebt ab veröffentlicht.

## Rezeption
In 1001 Comics bezeichnet Bart Beaty den Comic als „peppigen Mix aus Highschool-Liebe, Chillen, Nintendo-Videospielen, Rock’n-Roll und Manga-Anklängen“ und somit Prototyp einer neuen Generation von Comics. Die „erfrischend neue Mischung“ biete neben schrägem Witz auch zahllose Referenzen an die zeitgenössische Popkultur.
2005 gewann O’Malley mit dem ersten Band einen Doug Wright Award und wurde für drei Harvey Awards nominiert (Best New Talent, Best Cartoonist and Best Graphic Album of Original Work). 2006 kam eine Auszeichnung als herausragender kanadischer Comickünstler bei dem Joe Shuster Awards hinzu. Schließlich erhielt O’Malley 2010 einen Eisner Award in der Kategorie „Best Humor Publication“ für Scott Pilgrim Vs. The Universe.